# Bucklin Township (Missouri)
Pour les articles homonymes, voir Bucklin.
Bucklin Township est un ancien township, situé dans le comté de Linn, dans le Missouri, aux États-Unis,.